# Eparchia di Boryspil'
L'eparchia di Boryspil' (in ucraino: Бориспільська єпархія; in russo Бориспольская епархия?) è una diocesi della Chiesa ortodossa ucraina del Patriarcato di Mosca.

## Territorio
L'eparchia comprende i vecchi distretti ucraini (prima del 2020) di Baryšivka, Boryspil', Brovary, Vyšhorod, Zghurivka, Perejaslav-Chmel'nyc'kyj e Jahotyn nell'oblast' di Kiev.
Sede eparchiale è la città di Boryspil', dove si trova la cattedrale della Santa Intercessione.
L'eparca ha il titolo ufficiale di «eparca di Boryspil' e Brovary».

## Storia
Il 22 novembre 2006 Boryspil' divenne sede di un vicariato dell'eparchia di Kiev. L'eparchia indipendente è stata eretta dal Santo Sinodo della Chiesa ortodossa ucraina del Patriarcato di Mosca il 25 settembre 2013 separandone il territorio dall'eparchia di Kiev.